# Avellaneda (ort i Argentina, Santa Fe)
Avellaneda är en ort i Argentina.   Den ligger i provinsen Santa Fe, i den nordöstra delen av landet, 600 kilometer norr om huvudstaden Buenos Aires. Avellaneda ligger 52 meter över havet och antalet invånare är 23 077.
Terrängen runt Avellaneda är mycket platt. Närmaste större samhälle är Reconquista, 3,7 kilometer söder om Avellaneda.
Runt Avellaneda är det i huvudsak tätbebyggt. Runt Avellaneda är det glesbefolkat, med 16 invånare per kvadratkilometer.